# امامزاده اهل بن علی
امامزاده اهل بن علی مربوط به دوره صفوی است و در همدان، خیابان شهدا، کوچه ملا جلیل واقع شده و این اثر در تاریخ ۲۵ اسفند ۱۳۸۰ با شمارهٔ ثبت ۵۰۴۷ به‌عنوان یکی از آثار ملی ایران به ثبت رسیده است.